# Spuzzum
Spuzzum est une communauté située dans la province de la Colombie-Britannique, dans le centre-sud.